# Seznam ředitelů Bezpečnostní informační služby
Toto je seznam ředitelů Bezpečnostní informační služby. Bezpečnostní informační služba (BIS) vznikla dne 30. července 1994, její předchůdkyní byla Bezpečnostní informační služba České republiky (BIS ČR), která byla zřízena 24. listopadu 1992.

## Bezpečnostní informační služba České republiky
- Stanislav Devátý (prozatímní ředitel prosinec 1992[1] – 31. července 1994[2])

## Bezpečnostní informační služba
- Stanislav Devátý (prozatímní ředitel 30. července 1994[3] – 13. listopadu 1996[4][5])
- Karel Vulterin (24. března 1997[6] – 27. ledna 1999[7])
- plk. Jiří Růžek (1. července 1999[8] – 19. května 2003[9])
- genmjr. Jiří Lang (24. června 2003[10] – 15. srpna 2016[11][12])
- genpor. Michal Koudelka (15. srpna 2016[12] – 15. srpna 2021; 16. srpna 2021[13] – 14. února 2022 pověřen řízením; od 15. února 2022[14])